# Queen Ida
Ida Lewis "Queen Ida" Guillory, född 15 januari 1929,  Lake Charles, Louisiana, är en dragspelare och sångerska från USA. Hon var den första kvinnliga dragspelaren som ledde ett zydecoband. Queen Idas musik är en eklektisk blandning av R&B, karibisk musik och cajunmusik, men närvaron av hennes dragspel ger alltid musiken en traditionell prägel.

## Biografi

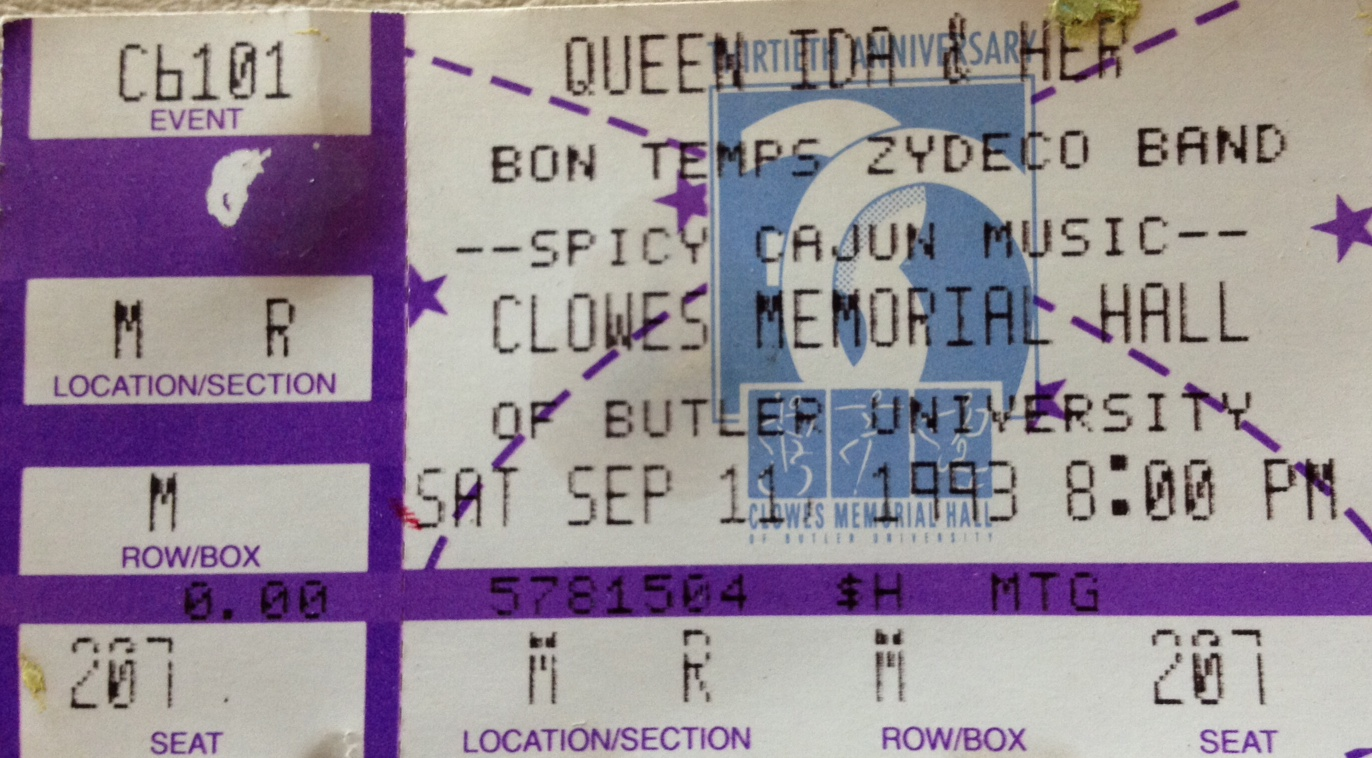
Queen Ida konsertbiljett, 1993.

Hon föddes som Ida Lewis i en musikaliskt begåvad familj i staden Lake Charles. Staden ligger i utkanten av Cajunområdet i Louisiana, som starkt präglas av sina musik- och mattraditioner. Queen Ida lärde sig att spela dragspel av sin mor, efter att hon ägnat några år åt att ta pianolektioner. Hennes familj flyttade när hon var tio till Beaumont, Texas. Åtta år senare flyttade familjen igen, denna gång till San Francisco, Kalifornien. Hennes modersmål är franska, det traditionellt dominerande språket i Cajunområdet, och varthän familjen än åkte tog de med sig cajunkulturen och musiken.
Queen Ida arbetade bland annat som skolbusschaufför, hon gifte sig med Raymond Guillory och fick tre barn, Myrick, Ledra och Ron. Först när hon passerat 40 år började hon uppträda. Hon och hennes band spelade på Monterey Jazz Festival 1976 och 1988, och på San Francisco Blues Festival 1975, 1978 och 1991. Under första halvan av 1980-talet turnerade hon intensivt, bland annat besökte hon flera gånger Europa inklusive Sverige. 1988 turnerade hon även i Japan som första zydecoartisten någonsin. Följande år turnerade hon i Afrika och 1990 även i Australien och Nya Zeeland.
På CD:n Back on the Bayou (1999), återförenades hon med sin bror Al Rapone i Louisiana. Rapone både skrev material och producerade henne skivor. Det var även han som var grundaren till bandet The Bon Temps Zydeco Band, vilket senare blev hennes kompband. På skivan spelar de båda dragspel. Övriga musiker är John Lindberg, basgitarr, Richard Rowley, gitarr, Bernard Anderson, flöjt och saxofon och Queen Idas son Ron "The Rock" Guillory, skifflebräda och sång.
Queen Ida skrev också en kokbok, Cookin' with Queen Ida 1990, som innehåller cajun- och kreolrecept. Under 2000-talet har hon fortsatt turnera, men några nya album har inte spelats in under denna period.

## Diskografi
| År   | Titel                                                  | Genre  | Skivbolag     |  |
| ---- | ------------------------------------------------------ | ------ | ------------- |  |
| 1999 | Back on the Bayou w/Al Rapone                          | Zydeco | GNP Crescendo |  |
| 1995 | Cookin' with Queen Ida                                 | Zydeco | GNP Crescendo |  |
| 1995 | On a Saturday Night                                    | Zydeco | GNP Crescendo |  |
| 1994 | Mardi Gras                                             | Zydeco | GNP Crescendo |  |
| 1990 | Zydeco a La Mode                                       | Zydeco | GNP Crescendo |  |
| 1985 | Caught in the Act                                      | Zydeco | GNP Crescendo |  |
| 1983 | In San Francisco                                       | Zydeco | Sonet         |  |
| 1982 | The Queen Ida and the Bon Temps Zydeco Band on Tour    | Zydeco | GNP Crescendo |  |
| 1980 | Queen Ida and the Bon Temps Zydeco Band in New Orleans | Zydeco | Sonet         |  |

## Priser

### "Grammy Awards"
Vunna: 1

Nomineringar: 2
|      |                                                      |                                                      |        |           |
| 1982 | Bästa etnisk eller traditionell folkmusik-inspelning | Queen Ida and the Bon Temps Zydeco Band on Tour      | Zydeco | Vinnare   |
| 1980 | Bästa etnisk eller traditionell inspelning           | Queen Ida & the Bon Temps Zydeco Band in New Orleans | Zydeco | Nominerad |

### "Blues Music Awards"
Vunna: 2

Nomineringar: 6
| Queen Ida Blues Music Awards historik |                                      |           |
| År                                    | Kategori                             | Resultat  |
| 1991                                  | Traditionell Blues - kvinnlig artist | Nominerad |
| 1990                                  | Traditionell Blues - kvinnlig artist | Vinnare   |
| 1989                                  | Traditionell Blues - kvinnlig artist | Vinnare   |
| 1988                                  | Traditionell Blues - kvinnlig artist | Nominerad |
| 1984                                  | Traditionell Blues - kvinnlig artist | Nominerad |
| 1983                                  | Traditionell Blues - kvinnlig artist | Nominerad |